# Wiadukt Antoninek w Poznaniu
Wiadukt Antoninek im. Orląt Lwowskich, nazywany także Wiaduktem Antoninek – wiadukt drogowy nad linią kolejową nr 3 Poznań Główny – Warszawa Zachodnia, w granicach administracyjnych miasta Poznania. Położony w bliskim sąsiedztwie stacji kolejowej Poznań Antoninek. Znajduje się w ciągu ul. Warszawskiej, jest węzłem drogi krajowej nr 92. Łączy Antoninek z Główieńcem, w ramach Osiedla Antoninek-Zieliniec-Kobylepole.

## Historia
Wiadukt powstał w latach 70. XX wieku, składał się z dwóch niezależnych konstrukcji o długości około 278,5 m. W latach 2010–2012 został gruntownie przebudowany. Rozebrano obie części starego wiaduktu, a w ich miejsce zbudowano nowe – oddzielnie nad linią kolejową i nad ulicą Bałtycką, połączone krótkim odcinkiem przebiegającym na nasypie. Dobudowano także trzeci wiadukt, przechodzący poprzecznie nad ul. Warszawską, będący częścią łącznicy do ulicy Bałtyckiej – w kierunku północnych dzielnic miasta oraz Bogucina i drogi do Gniezna. Cała inwestycja dostosowana jest do połączenia z planowaną III ramą komunikacyjną Poznania. W styczniu 2017 na mocy uchwały Rady Miasta Poznania wiadukt (bez części przechodzącej poprzecznie nad ul. Warszawską) otrzymał nazwę Wiadukt Antoninek im. Orląt Lwowskich.

## Galeria

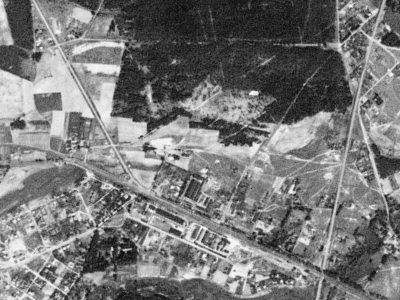
Tereny Antoninka, w tym wiaduktu Antoninek w przebiegu DK92, z 1965 r.